# Coppa Italia 2010/11
De Coppa Italia 2010–2011 was de 63ste editie van dit Italiaanse voetbalbekertoernooi. De voetbalcompetitie begon op 8 augustus met de eerste ronde en eindigde op 29 mei met de finale in het Stadio Olimpico in Rome. De vorige bekerwinnaar, Internazionale, bereikte voor de zesde maal in zeven jaar tijd de finale. Daarin won het met 3–1 van Palermo.
De winnaar zou zich plaatsen voor de play-off-ronde van de UEFA Europa League 2011–12, maar dankzij de tweede plaats in de gewone competitie mocht Internazionale in plaats daarvan meedoen aan de Champions League. Palermo mocht de plaats in de Europa League overnemen.

## Wedstrijden

### Eerste ronde
De wedstrijden werden op 8, 9 en 10 augustus gespeeld.
| Thuisclub                  | Uitslag      | Uitclub                      |
| -------------------------- | ------------ | ---------------------------- |
| SS Virtus Lanciano 1924    | 2-1          | Carpi FC 1909                |
| Sorrento Calcio            | 6-0          | FC Catanzaro                 |
| Benevento Calcio           | 5-1          | AC Este                      |
| AC Lumezzane               | 2-0          | Pomezia Calcio SSD           |
| SS Cavese 1919             | 0-2          | AS Gubbio 1910               |
| Como Calcio 1907           | 3-1          | ACD Guidonia Montecelio      |
| Hellas Verona              | 2-0          | ASD Virtus Casarano          |
| AC Monza Brianza 1912      | 2-1 nv       | ACD Virtus Entella           |
| Taranto Sport              | 1-0          | AC FeralpiSalò               |
| AC Reggiana 1919           | 2-1 nv       | FC AlzanoCene 1909           |
| US Alessandria Calcio 1912 | 6-0          | Santegidiese Calcio 1948 SSD |
| Cosenza Calcio 1914        | 1-1 ns (5-3) | AS Lucchese Libertas 1905    |
| Foligno Calcio             | 3-2 nv       | San Marino Calcio            |
| US Cremonese               | 2-1 nv       | Atletico Roma                |
| Ternana Calcio             | 3-1          | Spezia Calcio 1906           |
| Ravenna Calcio             | 2-1          | SS Juve Stabia               |
| Salernitana Calcio 1919    | 0-2          | FC Südtirol-Alto Adige       |
| SPAL 1907                  | 2-3          | ASD Trapani Calcio           |

### Tweede ronde
De wedstrijden werden op 12, 14 en 15 augustus gespeeld.
| Thuisclub                  | Uitslag | Uitclub                    |
| -------------------------- | ------- | -------------------------- |
| Piacenza Calcio            | 5-3 nv  | SS Virtus Lanciano 1924    |
| Modena FC                  | 4-1     | Sorrento Calcio            |
| US Grosseto FC             | 5-0     | AS Gubbio 1910             |
| Vicenza Calcio             | 2-1     | Benevento Calcio           |
| Ascoli Calcio 1898         | 3-1     | AC Lumezzane               |
| Calcio Portogruaro-Summaga | 2-1     | FC Südtirol-Alto Adige     |
| FC Crotone                 | 1-0     | US Triestina               |
| UC AlbinoLeffe             | 3-1     | Pescara Calcio             |
| AS Cittadella              | 2-0     | Hellas Verona              |
| US Sassuolo Calcio         | 3-1     | AC Monza Brianza 1912      |
| Novara Calcio              | 3-1 nv  | Taranto Sport              |
| Empoli FC                  | 4-1     | AC Reggiana 1919           |
| Frosinone Calcio           | 3-1     | ASD Trapani Calcio         |
| Reggina Calcio             | 1-0     | US Alessandria Calcio 1912 |
| Torino FC                  | 3-1 nv  | Cosenza Calcio 1914        |
| Atalanta Bergamo           | 3-1     | Foligno Calcio             |
| AS Livorno Calcio          | 1-0     | US Cremonese               |
| Calcio Padova              | 1-0     | Ravenna Calcio             |
| AC Siena                   | 2-0     | Ternana Calcio             |
| Como Calcio 1907           | 1-3     | AS Varese 1910             |

### Derde ronde
De wedstrijden worden op 20, 26, 27 en 28 oktober gespeeld.
| Thuisclub        | Uitslag | Uitclub                    |
| ---------------- | ------- | -------------------------- |
| Cagliari Calcio  | 3-0     | Piacenza Calcio            |
| Bologna FC 1909  | 3-2     | Modena FC                  |
| Genoa CFC        | 2-1     | US Grosseto FC             |
| Vicenza Calcio   | 1-0     | Ascoli Calcio 1898         |
| SS Lazio         | 3-0     | Calcio Portogruaro-Summaga |
| FC Crotone       | 0-1     | UC AlbinoLeffe             |
| Calcio Catania   | 4-3     | AS Varese 1910             |
| Brescia Calcio   | 1-0     | AS Cittadella              |
| Chievo Verona    | 2-0     | US Sassuolo Calcio         |
| AC Cesena        | 1-3     | Novara Calcio              |
| ACF Fiorentina   | 1-0     | Empoli FC                  |
| Frosinone Calcio | 2-4     | Reggina Calcio             |
| AS Bari          | 3-1     | Torino FC                  |
| Atalanta Bergamo | 0-1     | AS Livorno Calcio          |
| Udinese Calcio   | 4-0     | Calcio Padova              |
| US Lecce         | 3-2     | AC Siena                   |

### Vierde ronde
Deze wedstrijden worden van 25-30 november gespeeld.
| #  | Team 1     | Team 2         | Uitslag    |
| 55 | Cagliari   | Bologna        | 0-3        |
| 56 | Genoa      | Vicenza        | 3-1 (n.v.) |
| 57 | Lazio Roma | UC AlbinoLeffe | 3-0        |
| 58 | Catania    | Brescia        | 5-1        |
| 59 | Chievo     | Novara         | 3-0        |
| 60 | Fiorentina | Reggina        | 3-0        |
| 61 | Bari       | Livorno        | 4-1        |
| 62 | Udinese    | US Lecce       | 2-1 (pro)  |

### Achtste finale
De wedstrijden worden gespeeld op 14 december 2010 , 12 , 18 , 19 en 20 januari 2011
| #  | Team #1        | Team #2    | Uitslag        |
| 63 | Napoli         | Bologna    | 2-1            |
| 64 | Internazionale | Genoa      | 3-2            |
| 65 | AS Roma        | Lazio Roma | 2-1            |
| 66 | Juventus       | Catania    | 2-0            |
| 67 | Palermo        | Chievo     | 1-0            |
| 68 | Parma          | Fiorentina | 2-1 (n.v.)     |
| 69 | AC Milan       | Bari       | 3-0            |
| 70 | Sampdoria      | Udinese    | 2-2 5-4 na pen |

### Kwart finale
Deze wedstrijden worden van 25 januari tot en met 27 januari 2011 gespeeld
| #  | Team #1   | Team #2        | Uitslag          |
| 71 | Napoli    | Internazionale | 0-0 (4-5 na pen) |
| 72 | Juventus  | AS Roma        | 0-2              |
| 73 | Palermo   | Parma          | 0-0 (5-4 na pen) |
| 74 | Sampdoria | AC Milan       | 1-2              |

### Halve finale
De halve finale is de enige ronde die uit een heen- en terugwedstrijd bestaat. Deze wedstrijden worden respectievelijk op 20 april en 11 mei gespeeld.
| Team 1         | Tot. | Team 2   | 1e wedstr. | 2e wedstr. |
| -------------- | ---- | -------- | ---------- | ---------- |
| Internazionale | (75) | AS Roma  | 1-0        | 1-1        |
| Palermo        | (76) | AC Milan | 2-2        | 2-1        |

### Finale
|                   |                    |       |                                                    |                                                                             |
| 29 mei 2011 21:00 | Palermo            | 1 – 3 | Internazionale                                     | Stadio Olimpico , Rome Toeschouwers: 70.000 Scheidsrechter: Emidio Morganti |
| 29 mei 2011 21:00 | Ezequiel Muñoz 88' |       | 26' Samuel Eto'o 76' Samuel Eto'o 90' Diego Milito | Stadio Olimpico , Rome Toeschouwers: 70.000 Scheidsrechter: Emidio Morganti |